# بر سر دوراهی (مجموعه تلویزیونی ۱۳۷۴)
بر سر دوراهی نام یک مجموعهٔ تلویزیونی به کارگردانی مجید بهشتی است که در سال ۱۳۷۴ تولید و از شبکه ۱ پخش گردید.

## خلاصه داستان
زن جوانی بدلیل نازایی، مورد بی‌مهری و شماتت همسر و مادرشوهر خویش است و در پی ماجراهایی، در آستانهٔ طلاق قرار می‌گیرد؛ اما در همین هنگام، می‌فهمد که باردار شده است. با رفع کدورت‌ها، بار دیگر آرامش و صلح به خانواده بازمی گردد.

## بازیگران و عوامل تولید

### بازیگران
- مصطفی عبداللهی
- فخری خوروش
- شهلا ریاحی
- جمشید لایق
- محمد ابهری
- حمیده خیرآبادی
- فرحناز مهر
- هرمز سیرتی
- علیرضا آلادین
- حسین عمرانی
- عبدالعلی کمالی
- گلبرگ ابوترابیان
- محمد رسولی واشقانی
- میرصالح سیدحمزه

### عوامل تولید
- کارگردان: مجید بهشتی
- فیلمنامه: میرصالح سیدحمزه، حسین عمرانی
- تصویربردار: امیر قربان‌خانی
- تهیه‌کننده‌گان: میرصالح سیدحمزه، حسین عمرانی
- فرمت تصویر: ویدئویی
- تعداد قسمت‌ها: ۸ قسمت
- مدت زمان: ۳۶۰ دقیقه
- محصول: گروه اقتصاد شبکه ۱
- سال تولید: ۱۳۷۴